# Socila

O Socila, salão Socila ou “A” Socila é um salão de beleza fundado em Belo Horizonte e que se tornou, em 30 anos, a maior rede de salões de beleza na américa latina com mais de 100 lojas no brasil e exterior.
A história da Socila começou no verão de 1985, onde a então desconhecida Elidia Paraíso tinha que decidir se fazia as compras de Natal para sua família ou se inscrevia em um curso de cabeleireira. Ela optou pelo curso, dando início à sua trajetória de sucesso, como profissional e empreendedora. 

## Metodologia Fast Beauty
A metodologia Fast Beauty, criada pelo Socila e vigente em todas as unidades, garante o atendimento rápido, sem hora marcada.

## Sistema de Pacotes de Serviços
Os pacotes permitem contratar serviços para um mês de cuidados (quatro manicures e pedicures ou quatro hidratações capilares, por exemplo) por um preço bem mais baixo do que se fossem pagos individualmente. Além de proporcionar economia para o cliente, os pacotes permitem que os cuidados com beleza e bem-estar entrem em seu planejamento mensal.

## Franquias
Há 11 anos, a Socila fez sua estreia no formato de franquias. O anuário Melhores Franquias do Brasil (2014), elegeu a Franquia Socila entre as melhores opções no segmento da beleza para se investir. E na mesma publicação, o Socila foi destacada como a 15ª melhor empresa do Brasil no ramo de beleza.